# Schloss Schwarzenberg (Scheinfeld)
 For alternative betydninger, se Schloss Schwarzenberg. (Se også artikler, som begynder med Schloss Schwarzenberg)
Schloss Schwarzenberg er et slot ved Scheinfeld i det frankiske område Steigerwald i den nordlige del af Bayern i Tyskland. Oprindelig var det et borganlæg fra tidligmiddelalderen som blev udbygget til et repræsentativt slot. Slottet er stamsæde for den kendte fyrsteslægt Schwarzenberg. Det bebos nu af Schwarzenbergslægtens overhoved, fyrst Karl zu Schwarzenberg, som er udenrigsminister i Tjekkiet.
49°40′19″N 10°28′24″Ø / 49.671848°N 10.473292°Ø